# Marcin I Młodszy
Marcin I Sycylijski, zwany Młodszym, hiszp. Martín el Joven (ur. prawd. 25 lipca 1374, zm. 25 lipca 1409 w Cagliari) – król Sycylii od 1390 (de facto 1392) aż do śmierci na mocy iure uxoris.
Marcin Sycylijski urodził się jako najstarszy syn (i jedyny, który dożył wieku dorosłego) przyszłego króla Aragonii, Walencji i Majorki Marcina I Ludzkiego (1356–1410) oraz aragońskiej szlachcianki Marii de Luny. Jego dziadkiem był ówczesny król Piotr IV Aragoński, a babką Eleonora Sycylijska, córka Piotra II Sycylijskiego. Ponieważ w 1377 roku zmarł Fryderyk III Prosty, ostatni król Sycylii z bocznej linii dynastii barcelońskiej, główna gałąź władająca Aragonią zaczęła się domagać przejęcia tronu. Początkowo miał na nim być obsadzony Marcin Ludzki, mianowany w 1378 wicekrólem Sycylii. Jedyną córkę Fryderyka III, Marię (ur. 1362/3, zm. 25 maja 1401/2), uprowadzono i uwięziono na trzy lata. Ostatecznie została ona przeznaczona Marcinowi Młodszemu, który poślubił ją w 1390 roku.
Dopiero dwa lata później Marcin i Maria udali się na Sycylię, żeby przejąć władzę i pokonać niechętnych im baronów. Małżonkowie panowali razem na mocy iure uxoris aż do śmierci Marii w 1401 lub 1402 roku, choć Marcin został koronowany dopiero 13 kwietnia 1398 roku. W 1400 roku na króla został koronowany ich jedyny syn, sześcioletni Piotr, który jednak zmarł w tym samym roku. Syn z drugiego małżeństwa z Blanką I z Nawarry także nie przeżył ojca. W 1409 roku Marcin Młodszy udał się na Sardynię, gdzie pokonał władcę Arborei Wilhelma III z Narbonne w bitwie pod Sanluri 30 czerwca 1409 roku. Zmarł niespodziewanie miesiąc później.
Po śmierci jedynego męskiego potomka Marcinowi Ludzkiemu, wówczas królowi aragońskiemu, przypadło panowanie nad Sycylią (następcą został więc jako Marcin II). Marcin Ludzki zaczął usilne starania o uczynienie bastarda Fryderyka, nieślubnego syna Marcina Młodszego, dziedzicem Aragonii i Sycylii. Plany te pokrzyżowała śmierć ze śmiechu Marcina Ludzkiego w 1410 roku. Rozpoczęła się po niej dwuletnia wojna o władzę, zakończona paktem z Caspe z 1412 roku, który przyznawał koronę szwagrowi Marcina Ludzkiego, Ferdynandowi I Sprawiedliwemu z dynastii Trastámara. Tym samym zakończyły się w Aragonii i Sycylii rządy dynastii barcelońskiej, trwające od 1139 roku.

## Małżeństwa i potomstwo
Po raz pierwszy ożenił się 24 czerwca 1389 z Marią Sycylijską, swoją bliską kuzynką i córką oraz dziedziczką króla Sycylii Fryderyka III Prostego. Z małżeństwa doczekali się jednego syna:
- infanta Piotra (17 listopada 1394 – 1400), w 1400 koronowanego na współwładcę.

Po raz drugi ożenił się 21 maja 1402 roku z Blanką I z Nawarry (1385–1441), córką nawarskiego króla Karola III Szlachetnego. Z małżeństwa doczekali się jednego syna:
- infanta Marcina (1404 – sierpień 1407, Walencja)

Blanka przeżyła męża o wiele lat, po jego śmierci wyszła za Jana II Aragońskiego i wkrótce razem z nim stała się dziedziczką Królestwa Nawarry.
Marcin Młodszy miał też kilka dzieci z pozamałżeńskich związków:
- z Sycylijką Agathą de Pesce miał córkę Jolantę (zm. po 1428), żonę: 1) Enrique Pereza de Guzmana, hrabiego Niebla 2) Martina Guzmana, kuzyna pierwszego męża
- z Sycylijką Tarsią Rizzari Fryderyka (1400/3-29 maja 1438, Urena), hrabiego Luny, niedoszłego króla Aragonii, który poślubił Jolantę de Mur, z którą nie miał dzieci